# Paulino de Lucca
Paolino di Lucca fue un obispo Romano, según la tradición primer obispo de Lucca (nombrado directamente por San Pedro) Ciudad de la que es patrón; sufrió el martirio y es venerado por la Iglesia Católica como santo y patrón principal de la ciudad de Lucca y su Arquidiócesis.
No hay un registro histórico definitivo de la vida (o incluso de la existencia) de San Paulino. La leyenda lo describe como un seguidor directo de San Pedro, en la Iglesia de Antioquía (por esta razón también conocido como Paulino de Antioquía); esto es de gran importancia en la reivindicación de la filiación Petrina de la Arquidiócesis. Pedro mismo habría sido enviado a Lucca para convertir al pueblo; aquí su martirio habría tenido lugar en el momento de la persecución de Nerón. Su nombre no aparece en fuentes medievales, incluyendo el catálogo de Obispos de la Diócesis.

## Culto
El nacimiento de la veneración por el santo está relacionado con el descubrimiento de reliquias en la Iglesia de San Giorgio, que se produjo en el momento de la destrucción (1261) para dar paso al tercer círculo de muros, los renacentistas. El descubrimiento de estas reliquias estaba relacionado con los acontecimientos narrados en la Passio llamada San Torpete o Torpè compuesta en el siglo VI o principios del VII. 
En este texto se hace mención de un ermitaño llamado Antonio, retirado al monte Pisano, incansable bautizador (habría bautizado Torpé) e indefenso coleccionista de los restos de los mártires, que luego enterraron religiosamente; siguiendo esta noticia, se encontraron numerosas tumbas y títulos de mártires, incluido el de Paulino. 
En una epístola de Enrique el obispo se describe precisamente la invención de las Reliquias de tres mártires, referido como "Obispo Paulino y discípulo de San Pedro Apóstol, primer obispo de Lucca, sacerdote severo y soldado Teobaldo" . Más tarde, el recuerdo de los compañeros de entierro de Paulino se desdibujó, mientras que este último creció en importancia, hasta que fue proclamado el principal patrón de la ciudad. 
La Iglesia de Santi Paolino e Donato, construida para reemplazar la Iglesia de San Donato, destruida para dar paso al nuevo círculo de la pared, pronto se convirtió en su santuario principal. Además de la Colegiata de la ciudad de Lucca, la Catedral de la ciudad de Viareggio está dedicada a él. 
Su fiesta se celebra el 12 de julio. 
A San Paolino también se dedica el Castillo del mismo nombre de Ripafratta, en territorio Pisano en la frontera entre Lucca y Pisa, pero originalmente feudo de Lucca.